# Ретешть (комуна)
Ретешть, Ретешті (рум. Rătești) — комуна у повіті Арджеш в Румунії. До складу комуни входять такі села (дані про населення за 2002 рік):
- Мавродолу (252 особи)
- Нежловелу (336 осіб)
- Петулень (1015 осіб)
- Ретешть (492 особи)
- Тігвень (418 осіб)
- Фурдуєшть (598 осіб)
- Чупа-Менчулеску (303 особи)

Комуна розташована на відстані 83 км на північний захід від Бухареста, 24 км на південний схід від Пітешть, 114 км на північний схід від Крайови, 108 км на південь від Брашова.

## Населення
За даними перепису населення 2002 року у комуні проживали 3414 осіб.
Національний склад населення комуни:
| Національність            | Кількість осіб | Відсоток |
| ------------------------- | -------------- | -------- |
| румуни                    | 3356           | 98,3%    |
| цигани                    | 57             | 1,7%     |
| не вказали національність | 1              | < 0,1%   |

Рідною мовою назвали:
| Мова      | Кількість осіб | Відсоток |
| --------- | -------------- | -------- |
| румунська | 3413           | > 99,9%  |

Склад населення комуни за віросповіданням:
| Релігія        | Кількість осіб | Відсоток |
| -------------- | -------------- | -------- |
| православні    | 3376           | 98,9%    |
| п'ятдесятники  | 34             | 1,0%     |
| реформати      | 1              | < 0,1%   |
| греко-католики | 1              | < 0,1%   |
| мусульмани     | 1              | < 0,1%   |
| старообрядці   | 1              | < 0,1%   |